# Grand Hotel des Wagons-Lits

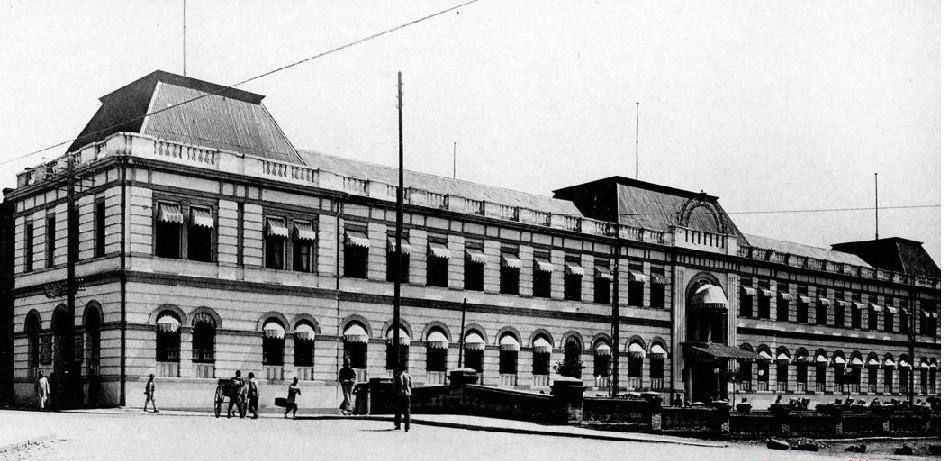
Grand Hotel des Wagon Lits in Peking (nach 1914)

Das Grand Hotel des Wagons Lits war ein Bahnhotel und wurde 1905 von der Compagnie Internationale des Grands Hotels, einer Tochtergesellschaft der Compagnie Internationale des Wagons-Lits, in Peking errichtet.
Es entsprach der Geschäftspolitik der Schlafwagengesellschaft, an wichtigen Zielpunkten ihrer Luxusreisezüge (Ostende, Monte Carlo, Kairo etc.) auch ihrer Klientel entsprechende Hotels bereitzustellen. Das Erste Grand Hotel der Gesellschaft im Gesandtschaftsviertel der chinesischen Hauptstadt wurde 1905 im Stil der flämischen Neogotik errichtet, erwies sich aber bald als zu klein und wurde noch vor 1914 durch einen größeren, nüchterner gestalteten Bau ersetzt. Prospekte der 1930er Jahre zeigen einen Bau in einem reizvollen großen Garten. Das heutige Grand Hotel in Peking hat mit dem hier beschriebenen traditionellen Eisenbahnhotel nichts mehr zu tun.